# Wiciuny
Wiciuny, Wieciuny (lit. Viečiūnai) – miasteczko na Litwie, w okręgu olickim, w rejonie Druskieniki, położone ok. 7 km na północny wschód od Druskienik, w zakolu Niemna. Siedziba gminy Wiciuny od 2000 roku, wcześniej wieś w rejonie orańskim. Znajduje się tu poczta i szkoła. W 2021 wieś była zamieszkiwana przez 1788 osób.

## Historia
W latach międzywojennych miejscowość znalazła się początkowo w strefie pasa neutralnego, który w lutym 1923 w myśl decyzji Rady Ambasadorów przyznano Polsce i (bez formalnego statusu gminy) dołączono do przyległego powiatu grodzieńskiego w woj. białostockim. Dopiero w 1925 roku z omawianego obszaru (oraz z południowej części dawnej gminy Orany) powstała nowa gmina Marcinkańce w powiecie grodzieńskim w woj. białostockim, w skład której weszły Wieciuny. 16 października 1933 Wieciuny utworzyły gromadę Wieciuny w gminie Marcinkańce
Po wojnie miejscowość włączono do Litewskiej SRR w ZSRR. Od 1991 w niezależnej Litwie.